# Rajd Niemiec 1992
Rajd Niemiec 1992 (11. ADAC Rallye Deutschland) – 11 edycja rajdu samochodowego Rajd Niemiec rozgrywanego w Niemczech. Rozgrywany był od 16 do 18 lipca 1992 roku. Była to dwudziesta dziewiąta runda Rajdowych Mistrzostw Europy w roku 1992 (rajd miał najwyższy współczynnik - 20) oraz czwarta runda Rajdowych Mistrzostw Niemiec.

## Klasyfikacja rajdu
| Miejsce                      | Kierowca                     | Pilot                        | Samochód                        | Czas                         | Strata                       |                              |
| Klasyfikacja generalna i ERC | Klasyfikacja generalna i ERC | Klasyfikacja generalna i ERC | Klasyfikacja generalna i ERC    | Klasyfikacja generalna i ERC | Klasyfikacja generalna i ERC | Klasyfikacja generalna i ERC |
| ---------------------------- | ---------------------------- | ---------------------------- | ------------------------------- | ---------------------------- | ---------------------------- | ---------------------------- |
| 1.                           | Erwin Weber                  | Manfred Hiemer               | Mitsubishi Galant VR-4          | 3:37:05                      | 0.0                          |                              |
| 2.                           | Michael Gerber               | Peter Thul                   | Toyota Celica GT-4 (ST165)      | 3:39:34                      | +2:29                        |                              |
| 3.                           | Dieter Depping               | Klaus Wendel                 | Ford Sierra RS Cosworth 4x4     | 3:44:08                      | +7:03                        |                              |
| 4.                           | Matthias Moosleitner         | Regine Rausch                | Toyota Celica GT-4 (ST165)      | 3:56:52                      | +19:47                       |                              |
| 5.                           | Josef Sivík                  | Miroslav Houšť               | Toyota Celica Turbo 4WD (ST185) | 4:02:12                      | +25:07                       |                              |
| 6.                           | Isolde Holderied             | Monika Eckardt               | Mitsubishi Galant VR-4          | 4:03:44                      | +26:39                       |                              |
| 7.                           | Kurt Victor                  | Geert Derammelaere           | BMW M3 E30                      | 4:04:19                      | +27:14                       |                              |
| 8.                           | Stefan Schlesack             | Dieter Schneppenheim         | Ford Sierra RS Cosworth 4x4     | 4:05:18                      | +28:13                       |                              |
| 9.                           | Josef Burkhard               | Detlef Schaller              | Ford Sierra RS Cosworth 4x4     | 4:06:36                      | +29:31                       |                              |
| 10.                          | Helmut Fortkort              | Klaus Hartjen                | Ford Sierra RS Cosworth 4x4     | 4:08:35                      | +31:30                       |                              |